# Jørgen Møller Larsen
Jørgen Møller Larsen (født 17. november 1956, død 1. februar 2009) var en dansk landsholdsbokser, der havde sin storhedstid i begyndelsen af 1980'erne.
Larsen var fjervægter og blev dansk mester i 1982. Samme år blev han nordisk mester i Stockholm. Han var jysk mester i 1981 til og med 1984.

## Senere liv
Efter boksekarrieren begyndte Jørgen Møller Larsen som træner i Kolding Bokseklub, hvor han også var formand. Senere blev han dog alvorligt syg og kunne derfor ikke fortsætte på samme plan.
Han døde efter et langt alkoholmisbrug.
Ifølge hans brors hjemmeside boksede han over 150 kampe og beholdt sin(e) titel(er) fra 1981 til år 1984.[kilde mangler]